# Вампіро (коктейль)
Вампіро (італ. Vampiro) — коктейль на основі текіли, томатного, апельсинового і соку лайма. За складом є варіантом коктейлю «Кривава Мері». Класифікується як лонґ дрінк (англ. long drink). Належить до офіційних напоїв Міжнародної асоціації барменів (IBA), категорія «Напої нової ери» (англ. New Era Drinks).

## Спосіб приготування
Склад коктейлю «Vampiro»:
- текіла срібна — 50 мл (5 cl),
- томатний сік — 70 мл (7 cl),
- апельсиновий сік — 30 мл (3 cl),
- сок лайма — 10 мл (1 cl),
- мед — 1 чайна ложка,
- цибуля — половина кружка,
- перець чилі гострий червоний — 2 г,
- соус Worcestershire — 2—3 краплі,
- сіль за смаком.